# Puchar Narodów Afryki 2021 (kwalifikacje)/Grupa F
Grupa F jest jedną z dwunastu grup eliminacji do turnieju o Puchar Narodów Afryki 2021. Składa się z czterech niżej wymienionych reprezentacji:
- Kamerun
- Republika Zielonego Przylądka
- Mozambik
- Rwanda

Każda drużyna rozegra z każdym z pozostałych rywali dwa mecze, jeden na własnym stadionie, drugi na stadionie rywala. Mecze rozgrywane będą od listopada 2019 roku do września 2020. Kamerun ma zapewniony awans do turnieju finałowego jako gospodarz turnieju. W związku z tym awans uzyska jedynie najlepszy zespół w grupie (oprócz Kamerunu).
Z powodu pandemii COVID-19 wszystkie mecze kolejek numer 3 i 4 (zaplanowane na marzec 2020), a także numer 5 (zaplanowane na czerwiec 2020) zostały odwołane, bez podania nowej daty ich rozegrania.
30 czerwca 2020 roku CAF ogłosił przesunięcie rozegrania turnieju głównego ze stycznia 2021 na styczeń 2022. 19 sierpnia 2020 roku zapadła decyzja o nowych terminach meczów eliminacyjnych: kolejki numer 3 i 4 mają zostać rozegrane w dniach 9–17 listopada 2020, a kolejki 5 i 6 22–30 marca 2021.

## Tabela
| Msc. | Zespół                        | M | W | R | P | Br+ | Br− | +/− | Pkt |
| ---- | ----------------------------- | - | - | - | - | --- | --- | --- | --- |
| 1    | Kamerun                       | 6 | 3 | 2 | 1 | 8   | 4   | +4  | 11  |
| 2    | Republika Zielonego Przylądka | 6 | 2 | 4 | 0 | 6   | 3   | +3  | 10  |
| 3    | Rwanda                        | 6 | 1 | 3 | 2 | 1   | 3   | -2  | 6   |
| 4    | Mozambik                      | 6 | 1 | 1 | 4 | 5   | 10  | -5  | 4   |

|                               | Kamerun | Republika Zielonego Przylądka | Rwanda | Mozambik |
| ----------------------------- | ------- | ----------------------------- | ------ | -------- |
| Kamerun                       | X       | 0:0                           | 0:0    | 4:1      |
| Republika Zielonego Przylądka | 3:1     | X                             | 0:0    | 2:2      |
| Rwanda                        | 0:1     | 0:0                           | X      | 1:0      |
| Mozambik                      | 0:2     | 0:1                           | 2:0    | X        |

## Wyniki

### Kolejka 1
| 13 listopada 2019 16:00 CET | Kamerun | 0:0(0:0)Raport | Republika Zielonego Przylądka | Stade Ahmadou Ahidjo, Jaunde Sędzia: Bakary Gassama |
|                             |         |                |                               |                                                     |

| 14 listopada 2019 16:00 CET | Mozambik · Mexer 28' (k.) · Telinho 31' | 2:0(2:0)Raport | Rwanda | Estádio do Zimpeto, Maputo Sędzia: Raphiou Ligali |
|                             |                                         |                |        |                                                   |

### Kolejka 2
| 17 listopada 2019 16:00 CET | Rwanda | 0:1(0:0)Raport | Kamerun · Ngamaleu 71' | Stade Régional Nyamirambo, Kigali Sędzia: Mutaz Ibrahim Al-Shalmani |
|                             |        |                |                        |                                                                     |

| 18 listopada 2019 16:00 CET | Republika Zielonego Przylądka · Rodrigues 6' · Mendes 57' | 2:2(1:1)Raport | Mozambik · Telinho 18' · Witi 90+2' | Estádio Nacional de Cabo Verde, Praia Sędzia: Joseph Odey Ogabor |
|                             |                                                           |                |                                     |                                                                  |

### Kolejka 3
| 12 listopada 2020 17:00 CET | Republika Zielonego Przylądka | 0:0(0:0)Raport | Rwanda | Estádio Nacional de Cabo Verde, Praia Sędzia: Daniel Laryea |
|                             |                               |                |        |                                                             |

| 12 listopada 2020 17:00 CET | Kamerun · Aboubakar 38', 47' · Anguissa 56' · N’Jie 80' | 4:1(1:0)Raport | Mozambik · Kamo-Kamo 74' | Stade de la Réunification, Duala Sędzia: Kalilou Traore Ibrahim |
|                             |                                                         |                |                          |                                                                 |

### Kolejka 4
| 16 listopada 2020 17:00 CET | Mozambik | 0:2(0:1)Raport | Kamerun · Aboubakar 26' · Tabekou 73' | Estádio do Zimpeto, Maputo Sędzia: Bernard Camille |
|                             |          |                |                                       |                                                    |

| 17 listopada 2020 14:00 CET | Rwanda | 0:0(0:0)Raport | Republika Zielonego Przylądka | Stade Régional Nyamirambo, Kigali Sędzia: Andofetra Rakotojaona |
|                             |        |                |                               |                                                                 |

### Kolejka 5
| 24 marca 2021 14:00 CET | Rwanda · Byiringiro 70' | 1:0(0:0)Raport | Mozambik | Stade Régional Nyamirambo, Kigali Sędzia: Issa Sy |
|                         |                         |                |          |                                                   |

| 26 marca 2021 17:00 CET | Republika Zielonego Przylądka · Kuca 25' · Bagnack 59' (sam.) · Mendes 69' | 3:1(1:1)Raport | Kamerun · Kunde 14' | Estádio Nacional de Cabo Verde, Praia Sędzia: Maguette Ndiaye |
|                         |                                                                            |                |                     |                                                               |

### Kolejka 6
| 30 marca 2021 21:00 CET | Kamerun | 0:0(0:0)Raport | Rwanda | Japoma Stadium, Duala Sędzia: Mohamed Ali Moussa |
|                         |         |                |        |                                                  |

| 30 marca 2021 21:00 CET | Mozambik | 0:1(0:0)Raport | Republika Zielonego Przylądka · Bangal 58' (sam.) | Estádio do Zimpeto, Maputo Sędzia: Messie Nkounkou |
|                         |          |                |                                                   |                                                    |

## Strzelcy
3 gole
- Vincent Aboubakar

2 gole
- Ryan Mendes
- Telinho

1 gol
- Kunde
- Clinton N’Jie
- Moumi Ngamaleu
- Serge Tabekou
- André Anguissa
- Garry Mendes Rodrigues
- Kuca Miranda
- Mexer
- Kamo-Kamo
- Witi
- Lague Byiringiro

Gole samobójcze
- Frank Bagnack (dla Republiki Zielonego Przylądka)
- Faisal Bangal (dla Republiki Zielonego Przylądka)